# Molon labe
Molon labe (em grego clássico: μολὼν λαβέ molṑn labé, literalmente "vem e toma" [de mim]) é uma expressão lacônica de desafio que teria sido dita pelo rei Leônidas I em resposta à exigência do exército do Império Aquemênida para que os espartanos entregassem suas armas na Batalha de Termópilas.
A expressão aparece na obra de Plutarco, Apophthegmata Laconica. Esta obra de Plutarco está incluída na Moralia, uma coleção de obras atribuídas a ele, mas fora da coleção de suas obras mais famosa, Vidas paralelas.

## História
A frase teria sido a resposta desafiadora do rei Leônidas I de Esparta para Xerxes I da Pérsia quando este exigiu que os gregos depusessem as armas e se rendessem logo no início da Batalha das Termópilas (480 a.C). Em vez disso, os espartanos permaneceram nas Termópilas por três dias. Até o contingente espartano ser finalmente destruído, eles infligiram graves danos ao exército persa e principalmente atrasou o progresso dos persas até Atenas e conferindo tempo suficiente para a evacuação da cidade para a ilha de Salamina.